# Île de Taboga
Pour les articles homonymes, voir Taboga.
L'île de Taboga (en espagnol Isla Taboga), aussi connue comme l'« île des fleurs », est une île volcanique située dans le golfe de Panama.
Elle est située à environ 20 km au sud de l'embouchure du canal de Panama vers l'océan Pacifique.

## Histoire
L'île de Taboga a été découverte en 1513 et nommée à l'origine Isla de San Pedro par l'explorateur Vasco Núñez de Balboa. Son nom actuel vient de l'indien aboga qui signifie « abondance de poissons. » 
En 1515, Gonzalo de Badajoz expulsé par le cacique Paris y trouva refuge.
En 1519, Pedro Arias de Ávila y fit escale.
La petite ville de San Pedro a été fondée en 1524 par Hernando de Luque.
Durant la période espagnole (de 1515 à 1840), l'île et la baie de Taboga sont les points de départ de plusieurs expéditions pour la découverte et la conquête de l'Amérique du Sud, dont celle de Pizarro.
Au XVIIe siècle la baie est infestée par les pirates comme Henri Morgan, après le sac de Panama, et Francis Drake.
La période anglaise, (1840-1882), est appelée l'âge d'or de Taboga.
De 1882 à 1904, durant la période française, un sanatorium est construit sur l'île et qui fut connu par la suite sous le nom de « Aspinwall ».
Paul Gauguin y séjourne quelque temps, entre mai et juillet 1887, avant de rejoindre la Martinique.
De 1905 à 1960, durant la période américaine, l'île sert de base d'entrainement et de lieu de repos pour les militaires américains. 
Pendant la Première Guerre mondiale, « Aspinwall » devint un camp d'internement pour les prisonniers allemands.

## Géographie
La superficie de l'île est de 8,5 km2[réf. nécessaire]. Elle mesure environ 4 km de long sur 2 km de large. Elle est la plus importante d'un groupe d'îles volcaniques.

## Tourisme
Le tourisme est l'activité économique principale de l'île, bien que la pêche et l'agriculture soient aussi pratiqués. L'île est devenue une attraction touristique grâce à ses espaces naturels préservés et sa proximité de la ville de Panama, avec laquelle elle est reliée par un ferry. La traversée dure 50 minutes environ.

## Galerie

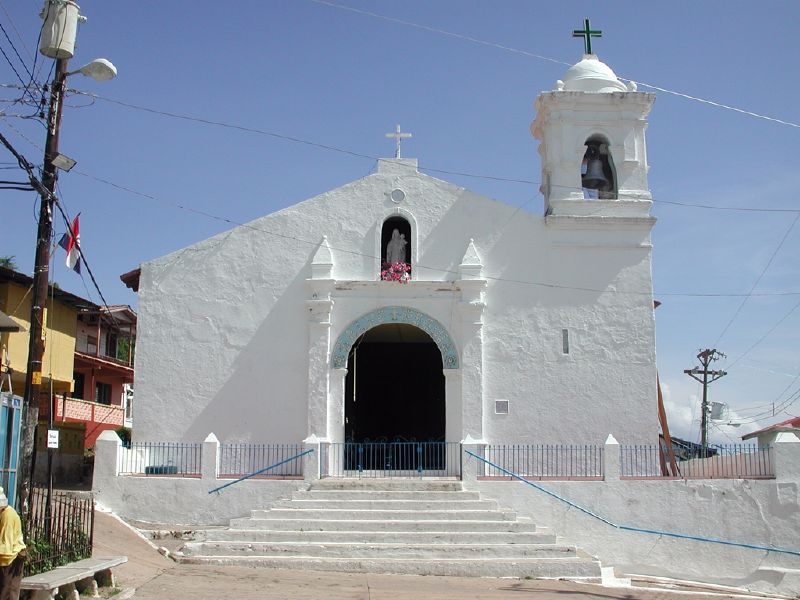
L'église de San Pedro, une des plus anciennes d'Amérique
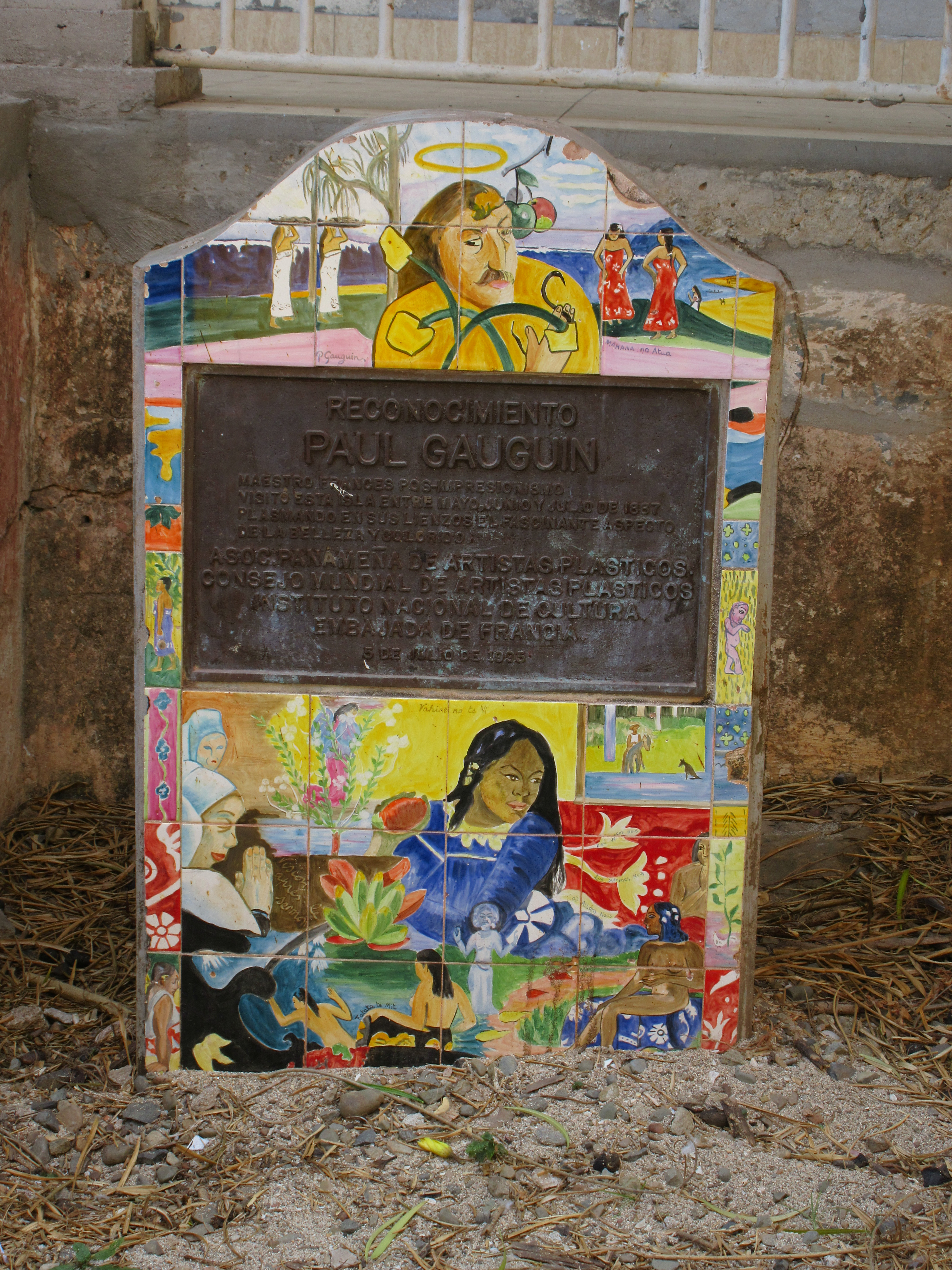
Borne souvenir du passage de Paul Gauguin dans l'île Taboga